# Stream of Passion
Stream of Passion es una banda de metal progresivo  con toques de metal sinfónico, fundada por el músico neerlandés Arjen Anthony Lucassen y la cantautora y violinista mexicana Marcela Bovio. Debido a que los integrantes del grupo vivían a miles de kilómetros de distancia, la banda compuso los temas de su disco debut, Embrace the Storm, a través de Internet. El disco salió a la venta el 24 de octubre de 2005 bajo el sello alemán InsideOut Records .
En junio de 2006 sale a la venta el álbum en vivo Live in the Real World, tanto en DVD como CD doble, el cual contiene en su totalidad uno de los conciertos que la banda dio como parte de la gira promocional de este material. En el concierto la banda interpreta, además de sus propios temas, algunas canciones de los otros proyectos de Arjen Anthony Lucassen.
En 2016 la banda anuncia el final de su camino. En septiembre ofrecen un concierto de despedida, Memento, que fue editado en DVD y sacado a la venta el 25 de noviembre de 2016. Unas semanas después Marcela y Johan anuncian que se unen a una nueva banda llamada VUUR, junto a Anneke van Giersbergen (entre otros) que editará su primer trabajo a finales de 2017. Posteriormente Marcela Bovio deja VUUR por diferencias creativas con Anneke van Giersbergen.
En 2022, Stream of Passion anunció una reunión en dos conciertos y un álbum EP llamado "Beautiful Warrior"  con canciones nuevas, programados para septiembre de 2023.

## Alineación

### Miembros actuales
- Marcela Bovio - Voz, violín (2005–2016, 2022–presente)
- Johan van Stratum - Bajo (2005–2016, 2022–presente)
- Eric Hazebroek - Guitarra (2007–2016, 2022–presente)
- Stephan Schultz - Guitarra (2007–2016, 2022–presente)
- Jeffrey Revet - Teclados, sintetizadores, piano (2007–2016, 2022–presente)
- Martijn Peters - Batería (2009–2016, 2022–presente)

### Miembros anteriores
- Arjen Anthony Lucassen - Guitarra, teclados, voz secundaria (2005–2007)
- Lori Linstruth - Guitarra (2005–2007)
- Alejandro Millán - Teclados, piano (2005–2007)
- Davy Mickers - Batería (2005–2009)

### Miembros de sesión
- Damian Wilson - Voz, guitarra acústica (En giras, 2006)
- Diana Bovio - Coros (En giras, 2006–2007)
- Joost van den Broek - Productor musical, letrista, teclados (2009-2016)
- André Borgman - Batería (En giras, 2009)

## Discografía

### Álbumes
- Embrace the Storm (2005)
- Live In The Real World (2006) (CD y DVD)
- The Flame Within (2009)
- Darker Days (2011)
- A War of Our Own (2014)
- Memento (Live DVD) (2016) (DVD)
- Beautiful Warrior (2023) (CD)